# Hocine Saâdi
Hocine Saâdi (arabe : حسين سعدي) est un footballeur international algérien né le 12 décembre 1936 à Alger. Il évolue au poste d'attaquant notamment au NA Hussein Dey.

## Biographie

### Carrière en club
Hocine Saâdi rejoint le NA Hussein Dey lors de la saison 1963-1964 en provenance de l'Arago Orléans, un club amateur français. Il a un impact immédiat au sein de sa nouvelle équipe dont il devient l'attaquant vedette, se classant meilleur buteur du championnat d'Alger avec 31 buts. La saison suivante, il réédite la même performance, inscrivant cette fois 21 buts au cours du premier championnat d'Algérie organisé en une seule poule nationale.

### Carrière en sélection
Il reçoit une sélection en équipe d'Algérie, le 19 juillet 1965.

## Statistiques
| Saison                | Club                  | Championnat           | Championnat | Championnat | Coupe(s) nationale(s) | Coupe(s) nationale(s) | Total | Total |
| Saison                | Club                  | Division              | M.          | B.          | M.                    | B.                    | M.    | B.    |
| 1963-1964             | NA Hussein Dey        | 1                     | 30          | 37          | -                     | -                     | 30    | 37    |
| 1964-1965             | NA Hussein Dey        | 1                     | 30          | 21          | -                     | -                     | 30    | 21    |
| 1965-1966             | NA Hussein Dey        | 1                     | -           | -           | -                     | -                     | 0     | 0     |
| 1966-1967             | NA Hussein Dey        | 1                     | -           | -           | -                     | -                     | 0     | 0     |
| 1967-1968             | NA Hussein Dey        | 1                     | -           | -           | -                     | -                     | 0     | 0     |
| Total sur la carrière | Total sur la carrière | Total sur la carrière | +60         | +70         | -                     | -                     | 60    | 70    |

## Palmarès
NA Hussein Dey
- Championnat d'Algérie (1) :
  - Champion : 1966-1967.
  - Vice-champion : 1963-1964.
  - Meilleur buteur : 1963-1964 (39 buts) et 1964-1965 (21 buts).

- Coupe d'Algérie :
  - Finaliste : 1967-1968.